# くるくるくるり
『くるくるくるり』は、日本テレビ系列の「トヨタ金曜劇場」枠（毎週金曜 21:00 - 21:55。トヨタ自動車を筆頭とするトヨタグループの単独提供）で放映されていたテレビドラマ。放映期間は1973年11月23日から1974年4月5日。主演は萩原健一。沢田研二が友情出演している。ヒロイン役は島田陽子。

## 概要
東京の花街、柳坂に店を開く人力車屋『大仙』を舞台に、主人の大川仙吉、末娘の光子（島田陽子）、そしてトラック運転手をやめて、新たに柳坂の名物男となった車夫の館野辰夫（萩原健一）を中心として繰り広げられる、青春ドラマ魅力も加味された人情ホームコメディー。
辰夫は運送会社で長距離トラックの運転手をしていた。ある日、恋仲である光子を嫁に欲しいと仙吉に申し込んだが、仙吉からは、光子が欲しければうちに入って人力車の車夫になるように言われる。しかし辰夫は最初、あるわけがあって仙吉のその申し出を拒んだが・・・。

## キャスト
- 館野辰夫：萩原健一
- 大川仙吉：伴淳三郎
- 大川光子：島田陽子
- 篠田純：沢田研二（友情出演 第1話、第2話）
  - 辰夫の友人で、テレビディレクター。
- 百合江：三ツ矢歌子
- 静香：香山美子
- 無一：宍戸錠
- ハルミ（無一の妻）：ちあきなおみ
- 子ネコ（芸者）：井上れい子
- 有二（無一の弟）：細川俊之
- 館野マリ：関根世津子
- 磯村編集長：杉浦直樹
- 茂：森本レオ
- 長次：小松政夫
- わか葉の女将・わか：一の宮あつ子
- 満村近子（柳坂の権力者）：宝生あやこ
- 月子（芸者）：天地総子
- いつ子：ビーバー
- 不明：モコ・高橋基子
- 半玉玉子：津山登志子
- 金魚（芸者）：研ナオコ
- 福夫：佐藤蛾次郎

### ゲスト
- 青江公太郎（流行作家）：はかま満緒（第4話）
- 安江（元芸者）：吉行和子（第5話）
- 道夫（安江の息子）：村上望（第5話）
- キサ：浦辺粂子（第8話、第9話）
- 吉井：小松方正（第10話）
  - 辰夫の前の勤め先だった運送会社の社員。
- 立花：田中春男（第11話）
  - 辰夫の前の勤め先だった運送会社の元上司。
- 三木先生（辰夫の恩師）：小栗一也（第13話）
- 鈴子（三木先生の娘）：紅景子（第13話）
- 福太郎：木田三千雄（第16話）
  - 元車夫で、福夫の父。
- 医師：久米明（第17話）

## スタッフ
- プロデューサー：清水欣也
- 脚本：藤本義一（第1話他）、布勢博一（第2話他）、安倍徹郎（第3話他）、小川英（第4話他） 他
- 演出
  - 田中知己（第1-6話、8話、10-12話、15-20話）
  - 新沢浩（7話、9話、13-14話、19話）
- 音楽：山下毅雄
- 主題歌：松本和子、コロムビアゆりかご会『かくれんぼ』（作詞：吉永淳一、作曲：山下毅雄、編曲：広瀬雅一）
- 制作：日本テレビ